# Saint-Germain-du-Seudre
Saint-Germain-du-Seudre é uma comuna francesa localizada no departamento de Charente-Maritime na região administrativa da Nova Aquitânia, no sudoeste da França.